# Daaf Drok
Daaf Drok (Rotterdam, 23 maggio 1914 – 7 marzo 2002) è stato un calciatore olandese, di ruolo attaccante.